# Dworzec tramwajów podmiejskich przy ulicy Północnej w Łodzi
Dworzec tramwajów podmiejskich przy ulicy Północnej – modernistyczny dworzec tramwajowy, wybudowany w 1951 roku w Łodzi, przy skrzyżowaniu ulicy Północnej i Franciszkańskiej, w sąsiedztwie Parku Staromiejskiego i rynku Starego Miasta. 
Obiekt w postaci murowanego budynku (wyremontowanego w 2015 roku) wraz z przylegającą do niego krańcówką tramwajową w formie lewostronnej pętli (remontowanej od 2025 roku), został zaprojektowany i zbudowany z myślą o skierowaniu nań tramwajach podmiejskich. Pod koniec 2010 roku cały dworzec został wpisany do Rejestru zabytków nieruchomych województwa łódzkiego (nr rej.: A/100 z 21 grudnia 2010).

## Historia
Krańcówkę (prawdopodobnie projektu Krzysztofa Wiśniewskiego) otwarto 22 lipca 1951 . Poczekalnię dla pasażerów, jeszcze niewykończoną, oddano do użytku dopiero 22 lipca 1953 . Budowę dworca zakończono w 1953 roku. Dworzec zbudowano w stylu polskiego modernizmu międzywojennego. Ma formę nakrytego wspólnym dachem zespołu przeszklonych pawilonów (w tym okrągłych kiosków). W pomieszczeniach, oprócz poczekalni mieściły się też niegdyś kiosk i bar. Pod dworcem biegnie kanał rzeki Łódki.
„Krańcówka Północna” zastąpiła krańcówkę tramwajów podmiejskich na Rynku Bałuckim. Z nowej pętli można było dojechać do Aleksandrowa Łódzkiego (linia 44), Lutomierska (linia 43), Konstantynowa Łódzkiego (linia 43bis), Zgierza (linia 45) i Ozorkowa (linia 46).
W 1991 roku zlikwidowano połączenie tramwajowe z Aleksandrowem Łódzkim, a co za tym idzie, również linię 44. Z kolei w 2001 roku, po reformie układu linii tramwajowych, linie 43 i 43 bis wydłużono do pętli Stoki. 
Od lutego 2004 , kiedy wycofano kursującą do Zgierza linię 45 (zastąpiono ją wydłużoną linią 11), natomiast sięgającą swym zasięgiem Ozorkowa linię 46 przekierowano do pętli Chocianowice, przez następne 13 lat żaden tramwaj nie kończył tam swej trasy, a krańcówka służyła jedynie jako pętla techniczna. W 2007 roku w jej bezpośrednim sąsiedztwie zorganizowano wystawę „Ziemia z nieba”.
We wrześniu 2013 władze Łodzi oficjalnie podpisały umowę na bezpłatne przekazanie dworca Łódzkiej Okręgowej Izbie Architektów, pod warunkiem wyremontowania obiektu przez tę instytucję. Krańcówka nadal miała być dostępna dla tramwajów w sytuacjach awaryjnych. Wartość przekazanej nieruchomości (ponad 4 tys. m² powierzchni) wyceniono na 857 tys. zł, z czego 265 tys. zł to wartość budynku. We wrześniu 2015 ŁOIA zakończyła remont pawilonów i otworzyła tam swoją nową siedzibę. Oficjalne, uroczyste otwarcie odnowionego obiektu odbyło się 18 września 2015. Renowacja, przeprowadzona pod nadzorem konserwatora zabytków, kosztowała łódzkich architektów 2 miliony zł, z czego niecałe 20% stanowiły dotacje z funduszu miejskiego konserwatora zabytków. Odrestaurowano kioski i budynki, naprawiono zarwany dach i podpory. Wzdłuż filarów położono bazaltowo-granitową posadzkę. Wzmocnienie kanału rzeki Łódki biegnącego pod budynkiem sfinansował łódzki magistrat. Za stan torowiska i oświetlenie na terenie krańcówki odpowiada Zarząd Dróg i Transportu.
ŁOIA zapowiedziała drugi etap renowacji, który miałby polegać na osłonięciu dworca szklanymi ścianami połączonymi z zachodnią i wschodnią częścią obiektu. W wydzielonych przestrzeniach miałyby powstać dwie sale: konferencyjna i wystawiennicza. Koszt takiej modernizacji oszacowano na ponad milion zł. Na dworcu nie ma ławek dla podróżnych.
2 kwietnia 2017, po kolejnym przemodelowaniu układu komunikacyjnego, na pętlę skierowano linie 43A oraz 43B – kursujące do Konstantynowa Łódzkiego i Lutomierska. W ten sposób krańcówka częściowo odzyskała swoją dawną funkcję. Pełniła ją przez niecałe dwa lata, gdyż obie linie zostały zlikwidowane 2 marca 2019.
W styczniu 2022 podpisano umowę na przebudowę ulic Północnej i Ogrodowej wraz z infrastrukturą tramwajową, ale z zakresu prac wyłączono planowaną wcześniej przebudowę pętli ze względu na zbyt drogie oferty złożone we wcześniejszym przetargu. W wyniku prac budowlanych przeprowadzonych pomiędzy lutym 2022 a grudniem 2023 pętla została odłączona od przebudowanego torowiska tramwajowego wzdłuż ulicy Północnej. W lipcu 2023 zapowiedziano przeprowadzenie przebudowy pętli i ponowne oddanie jej do użytku w 2024. Prace rozpoczęły się jednak dopiero w marcu 2025 roku.

## Galeria

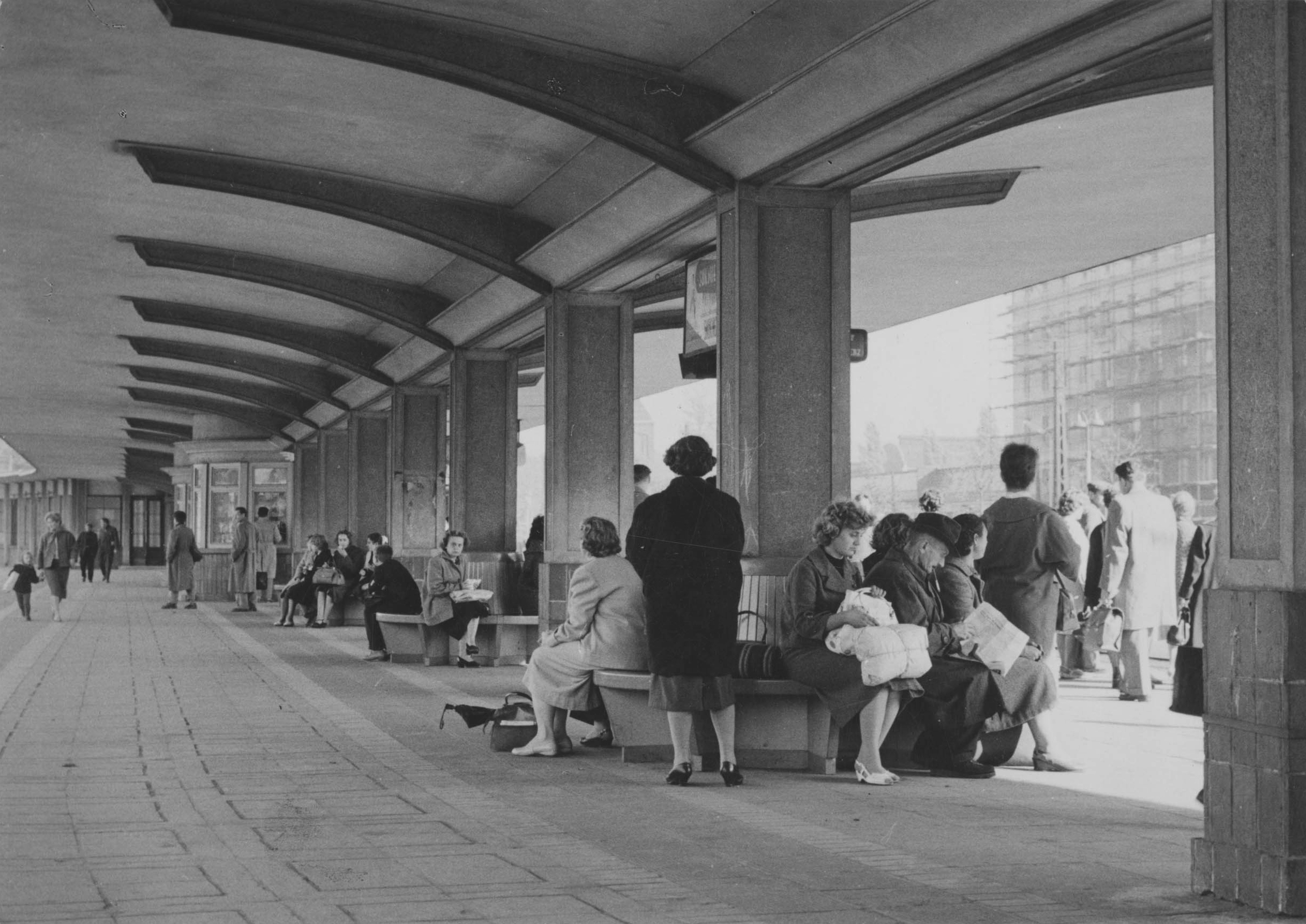
Dworzec w latach 50. lub 60. XX wieku (fot. Ignacy Płażewski)
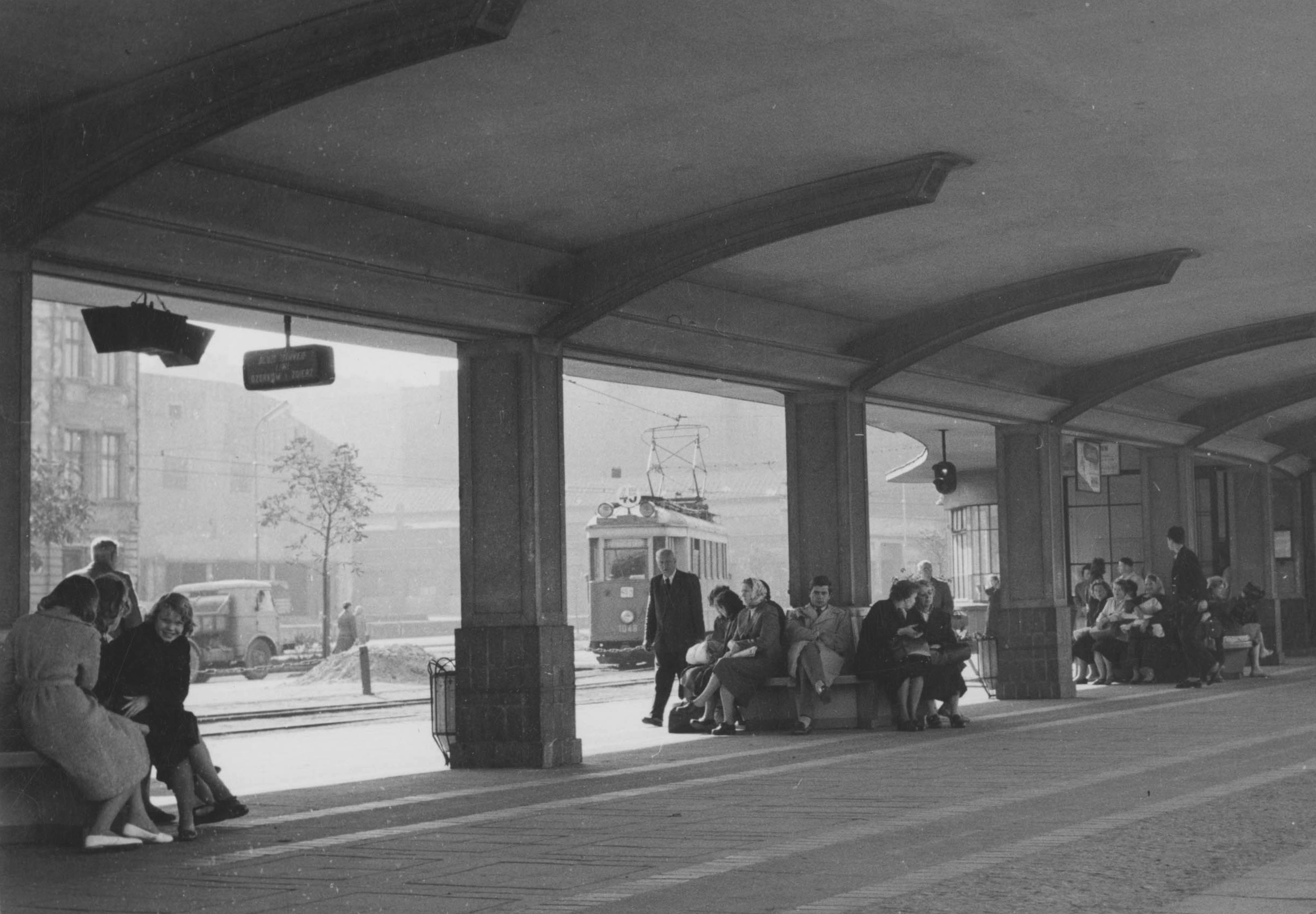
Dworzec w latach 50. lub 60. XX wieku (fot. Ignacy Płażewski)
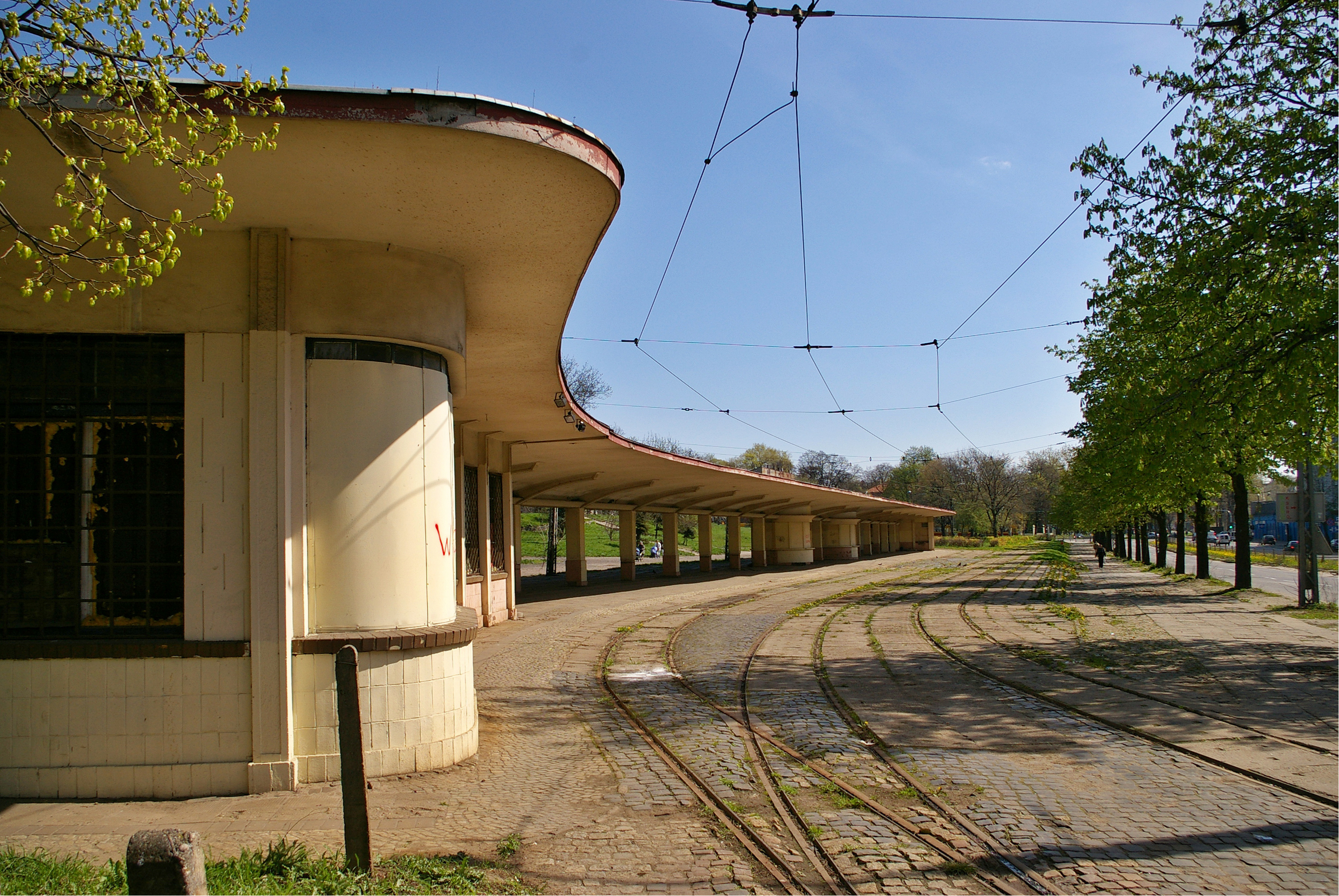
Widok dworca w kierunku północno-wschodnim, przed renowacją (kwiecień 2008)
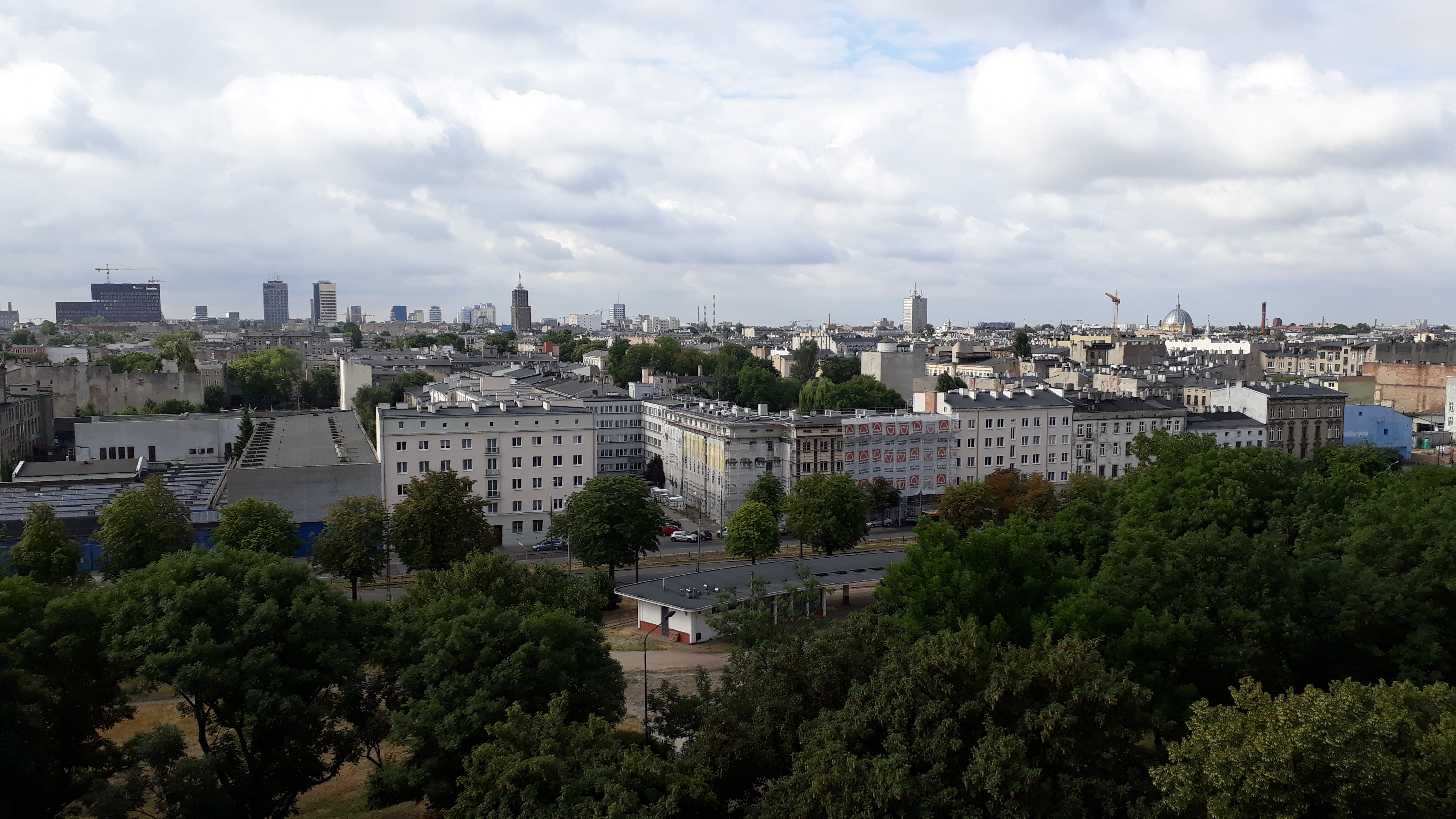
Dworzec na tle panoramy miasta